# Ћаба
Ћаба (арап.  al-Kaʿbah,  — „коцка”; „уточиште ислама”) централно је светилиште ислама. Грађевина је у облику коцке, дугачка око 11 m и високе око 17 m. Данас се налази у средини велике џамије у Меки. Представља киблу, тј. посебну тачку према којој се муслимани окрећу у време молитве. Ћаба за муслимане представља средиште света, његов „пупак”. Сматрају да је она прво што је Алах створио. По исламском веровању, изнад земаљске кабе налази се још седам небеских ћаба на седам небеса, и све оне стоје управо испод Алаховог престола који обилазе анђели, па и људи на исти начин обилазе око овог камена. 
У раном исламу, муслимани су се усмеравали у општем правцу Јерусалима као кибле у својим молитвама пре него што су променили смер ка Каби, за коју су муслимани веровали да је резултат откривења куранског стиха Мухамеду.
Муслимани верују да је Ћаба обнављана неколико пута током историје, а најпознатији од стране Ибрахима (Аврам) и његовог сина Измаела, када се вратио у долину Меке неколико година након што је напустио своју жену Хаџар (Хагар) и Исмаила тамо по Алаховој заповести. Кружење око Кабе седам пута у смеру супротном од казаљке на сату, познато као таваф (арап. طواف), је фарз (обавезни) обред за завршетак хаџа и ходочашћа умре. Подручје око Кабе где ходочасници шетају око Кабе назива се Матаф.
Ћаба и Матаф су окружени ходочасницима сваког дана у исламској години, осим 9. зул-хиџета, познатог као Дан Арафа, на који се тканина која покрива структуру, позната као кисва (арап. كسوة) мења. Ипак, најзначајнији пораст њиховог броја је током Рамазана и хаџа, када се милиони ходочасника окупљају на таваф. Према саудијском Министарству за хаџ и умру, 6.791.100 ходочасника стигло је на ходочашће за Умру у исламској години 1439. (2017/2018), што је повећање од 3,6% у односу на претходну годину, док је 2.489.406 других приспело на хаџ АХ 1440.

## Историја

### Порекло

#### Етимологија
Дословно значење речи ћаба (арап. كعبة) је коцка. У Курану, из доба Мухамедовог живота, Ћаба се помиње под следећим именима:
- ел-Бајт (арап. ٱلْبَيْت) у 2:125 по Алаху[Куран 2:125][9]
- Бајти (арап. بَيْتِي) у 22:26 по Алаху[Куран 22:26][10]
- Бајтик ел-Мухарама (арап. بَيْتِكَ ٱلْمُحَرَّم) у 14:37 по Ибрахимум[Куран 14:37]
- ел-Бајт ел-Харам (арап. ٱلْبَيْت ٱلْحَرَام) у 5:97 по Алаху[Куран 5:97]
- ел-Бајт ел-Атик (арап. ٱلْبَيْت ٱلْعَتِيق) у 22:29 по Алаху[Куран 22:29]

Према историчару Едуарду Глејзеру, име Ћаба је можда било повезано са јужноарапском или етиопском речју микраб, која означава храм. Ауторка Патриција Крон оспорава ову етимологију.

#### Залеђина
Пре ислама, Ћаба је била свето место за разна бедуинска племена широм Арабијског полуострва. Једном сваке лунарне године, бедуини би ходочастили у Меку. Остављајући по страни било какве племенске свађе, они би обожавали своје богове у Каби и трговали једни с другима у граду. У Каби су држане разне скулптуре и слике. Познато је да су статуа Хубала (главног идола Меке) и статуе других паганских божанстава биле постављене у Каби или око ње. Било је слика идола који су украшавали зидове. Слика Исе (Исуса) и његове мајке Мерјем (Марија) налазила се унутар Кабе, а касније ју је пронашао Мухамед након освајања Меке. Иконографија у Каби је такође укључивала слике других пророка и анђела. Забележено је да се унутар Кабе налазе недефинисани украси, новац и пар овнујских рогова. За пар овнујских рогова се говорило да је припадао овну којег је Ибрахим жртвовао уместо свог сина Исмаила, према исламској традицији.
Током своје историје, Црни камен код Кабе је био погођен и разбијен каменом испаљеним из катапулта, био је замазан изметом, украдени и откупљени од стране Кармата и разбијен у неколико фрагмената.
Ел-Азраки даје следећу причу о ауторитету свог деде:
Чуо сам да је у ел-Бајту (који се односи на Кабу) постављена слика (арап. تمثال) Маријама и Исе. ['Ата'] је рекао: „Да, у њему је била постављена слика Маријам украшена (музавакан); у њеном крилу, њен син Иса је сједио украшен.”— ел-Азраки, Акбар Мека: Историја Меке
У својој књизи Ислам: кратка историја, Карен Армстронг тврди да је Ћаба званично била посвећена Хубалу, набатејском божанству, и да је садржала 360 идола који су вероватно представљали дане у години. Међутим, током Мухамедове ере, изгледа да је Ћаба била поштована као светилиште Алаха, Високог Бога. Једном годишње, племена из целог Арабијског полуострва окупљала би се у Меки да би обавила хаџ, што је био знак широко распрострањеног уверења да је Алах исто божанство које обожавају монотеисти. У то време муслимани би обављали намаз окренути према Јерусалиму, према Мухамедовим упутствима, и окрећући леђа паганским удружењима Кабе. Алфред Гијом, у свом преводу сире Ибн Исхака, каже да би се сама Ћаба могла помињати у женском облику. Обилазак су често изводили голи мушкарци и готово голе жене. Спорно је да ли су Алах и Хубал били исто божанство или различити. Према хипотези Урија Рубина и Кристијана Робина, Хубала су поштовали само Курејшије и Ћаба је прво била посвећена Алаху, врховном богу појединаца који припадају различитим племенима, док је пантеон богова Курејшија постављен у Каби након што су освојили су Меку један век пре Мухамедовог времена.

## Црни камен
У југоисточном делу грађевине уграђен је црни камен, и он је најсветији предмет у Каби. За њега сматрају да је „камен темељац”, „десна рука Божија на земљи”. Муслимани према овом камену исказују велико поштовање, љубе га и додирују, нарочито током хаџилука. Муслимани се не клањају камену, молитве овде изговорене упућене су Богу.

## Изглед
Ћаба има само једна врата, али је њен религијски значај више у спољашњости. Од црног камена се простире 2  дугачак зид – мултзам који се протеже до улазних врата. Верници се на њега наслањају да би добили благослов. Ћаба је најчешће покривена прекривачем — кисвом — начињеним од тешког црног платна са тракама на којима су извезени стихови из Курана. Око Кабе се налази гранитни плочник који се назива матиф. Насупрот угла у коме је уграђен црни камен, налази се зграда у којој је свети бунар Земзем, док се пред североисточним делом налази камен, за који се тврди да представља отисак стопала Аврама, кога муслимани сматрају градитељем Кабе.